# Quercorbès
Le Quercorbès ou le Quercorb, ou encore Kercorbès, Kercorb, Chercorbès, Chercorb, Quierecourbe (en occitan Quercorbés ou Quercòrb), est une petite région naturelle du Languedoc, autour de l'ancien château de Quercorb. C'est un ancien fief mouvant entre Sarvatès et Razès situé sur la rive droite du cours supérieur de l'Hers vif, aujourd'hui à cheval sur les départements de l'Aude et de l'Ariège. Baronnie et archiprêtré, siège d'une officialité, jouissant par privilège d'un régime autonome, ce qui en restait à la Révolution, la plus grande partie, a formé le canton de Chalabre.

## Dénomination

### Évolution lexicale
1002 - Castellum Cairocurbum cum Caircurbense.
1010 - Castellum de Querocurbo cum Querocurbense.
1095 - Castrum quod dicilur Keircorb.
Honores de Keircorbes.
1110 - In territorio Cercorbensi.
1117 - Chercurbes.
1125 - Cheircorb.
1152 - Terra de Chercorbes.
1180 - Caslar Chercorp.
1180 - Caylar de Chercorb.
1201 - Patria de Quercorbes.
1227 - Terra de Chircorbensis.
1296 - In Quercotorbesio.
Officialatus Quercuscorbesii.
Aux Temps modernes, on trouve les formes Chercorbès, Chercorbez, Kercorbès, Quercorbès ou Quiercorbès.

### Étymologie
L'étymologie de l'expression latine terras de Corcorbes fait l'objet de spéculations mais le toponyme, réhabilité au XIXe siècle par des médiévistes régionalistes, se retrouve en Vallespir, où il désignait en 832 un château dont il ne reste que la chapelle préromane construite au Xe siècle.
Au début du XIe siècle, le bas latin Caircurbensis désigne l'honneur du château de Cairocurb. Vraisemblablement situé à Corbières, ce château disparaît sans laisser de traces autres que toponymiques pour être remplacé dès la fin du XIIe siècle par celui de Balaguier.

## Géographie

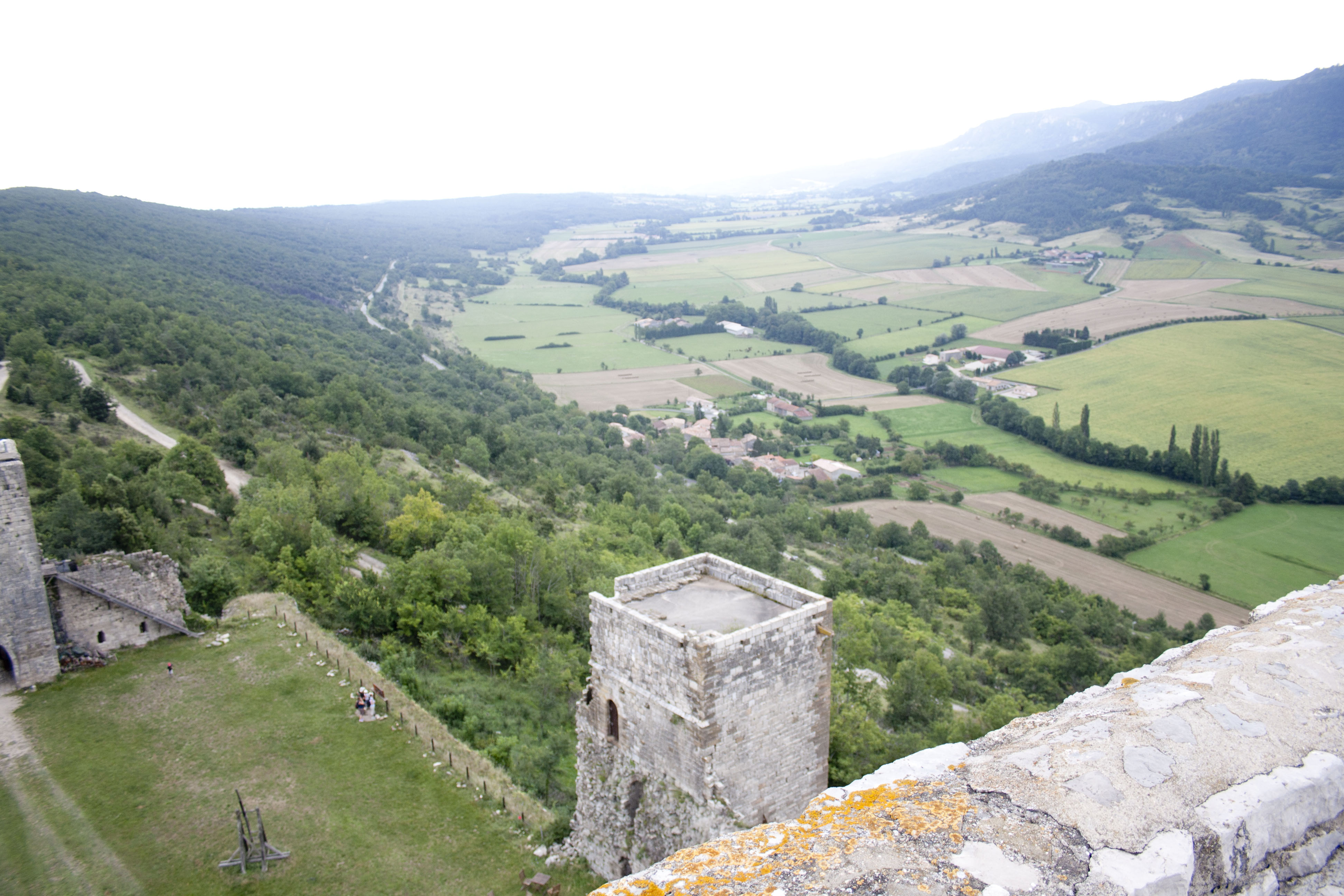
Le plateau du Quercorbès en été au pied du château de Puivert.

Reliant le Garnaguès, pays du Lauragais situé à son  nord, au Sault, qui le borde au sud, le Quercorbès réunit a minima autour du chef-lieu Chalabre, treize villages, Balaguier, Roubichoux, Coquilloux, Montjardin, Sainte Colombe, Campsaurine, Coumesourde, Rivel, La Calmette, La Métairie des bois, Villefort, Fontrouge, Saint Benoît, auxquels s'est ajouté Sonnac, autrefois sur la rive gauche de l'Hers-Vif en pays fuxéen.

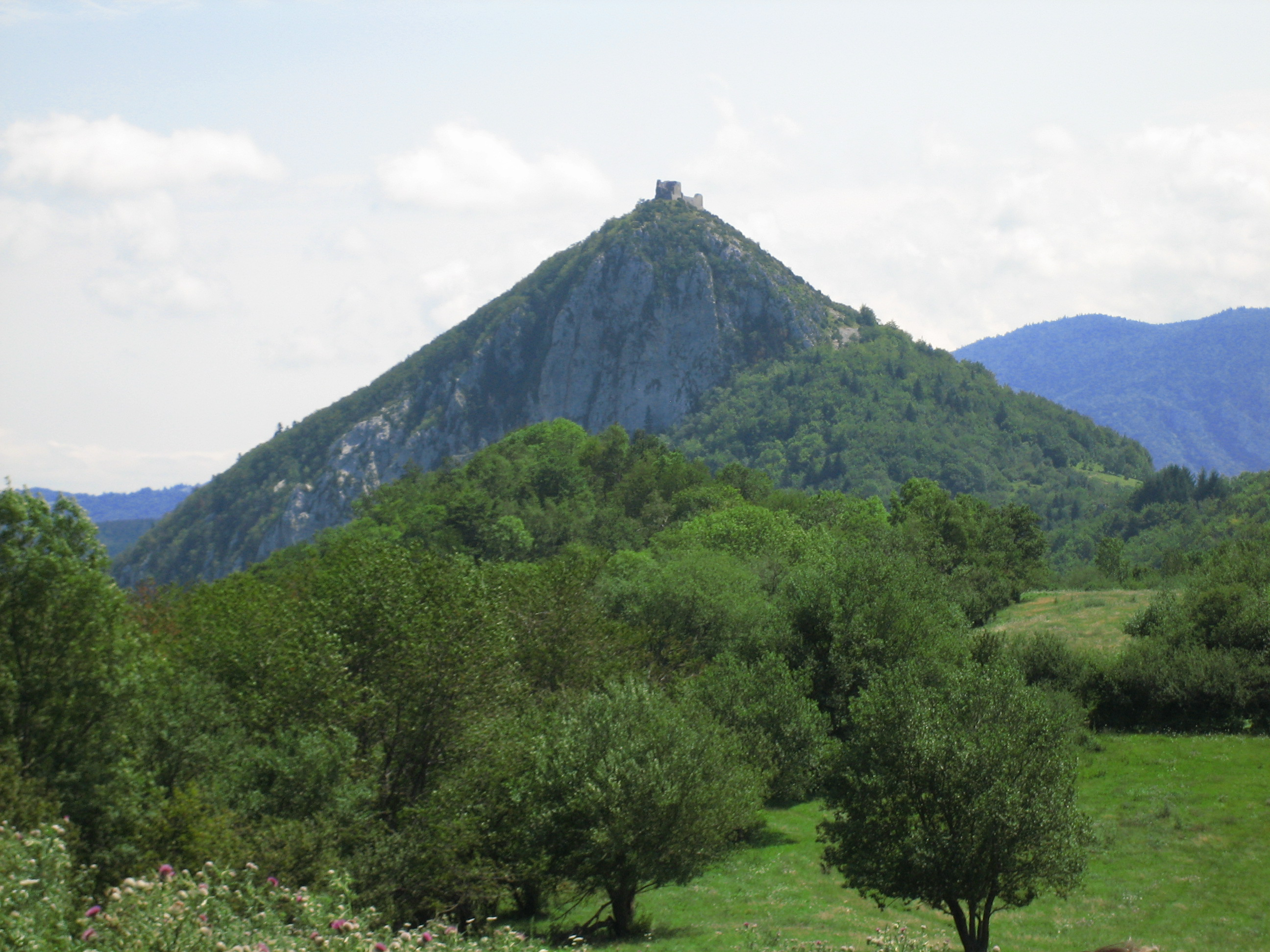
Montségur, en pays d'Olmes, ferme au sud est le val d'Amor et marque la frontière du Quercorbès.

C'est une région isolée de moyenne montagne. Elle comprend au nord le val d'Ambronne, Caudeval initialement inclus. Elle est traversée par le cours moyen de l'Hers-vif, affluent de l'Ariège, et ses ruisseaux, le Roubichoux, le Blau, le Chalabreil et le Riveillou qui convergent dans la plaine de Chalabre.
Au sud ouest, le Quercorbès s'étend au-delà de la gorge du haut Riveillou et le col del Teil dans le département de l'Ariège au vallon de La Borie, qui se jette dans la boucle de l'Hers-vif supérieur, puis au val d'Anior, renommé depuis Val d'Amor, et ses villages de Bélesta et Fougax que domine le château de Montségur. Au sud est et en amont, le plateau de Puivert, célèbre pour son château de la première moitié du XIVe siècle, conduit par le ruisseau des Mouillères à la vallée de l'Aude.
On y parle un languedocien méridional.

## Histoire

### Le Quercorbès avant le Quercorbès
Le Quercorbès s'étend dans le sud ouest de l'antique cité des Volces Tectosages. Parti de la Narbonnaise, son territoire se trouve au Bas-Empire avec le futur comté de Foix à la limite de la Novempopulanie et de la cité des Consoranni. Après la christianisation, au IVe siècle, il est inclus dans le Savarthès, suburbium du diocèse de Toulouse et futur comté de Foix.
En 507, Clovis remporte la bataille de Vouillé. Il s'empare de Toulouse et de la plus grande part de l'Aquitaine wisigothique et arienne. Jusqu'en 712, le futur Quercorbès constitue la nouvelle frontière de la France face à la Septimanie. Le 9 juin 721, durant le siège de Toulouse, l'invasion sarrasine de l'émir Zama, parti de Narbonne conquise deux ans plus tôt, est arrêtée par le duc de Gascogne et vice roi d'Aquitaine Eudes, fils de Loup, à l'est de Carcassonne, au nord du futur Quercorbès.

### Entre Sarvatès et Razès (1002-1209)
Ce n'est qu'avec l'effacement de l'empire carolingien et l'émergence de la féodalité que le Quercorbès prend sa personnalité. La première mention qui soit parvenue du Quercorbès figure dans un testament de Roger le Vieux, qui décède en 1012. En 1035, le deuxième comte de Foix se réserve la propriété directe du château de Quercorb, ainsi que quelques autres, en se déclarant vassal de l'évêque de Gérone, son oncle.
Le 21 avril 1095, le troisième comte de Foix, Roger, militairement défait, renonce contre une forte somme d'argent à ses prétentions sur le Razès et le Carcassès que le comte Roger de Carcassonne, mort en 1067 sans héritier mâle, avait légués à sa sœur Ermengarde. Le titre de comte de Carcassonne est résilié et Raymond-Bernard Trencavel, mari d'Ermengarde, prend celui de vicomte de Carcassonne. Dans le cadre de ce partage, le comte de Foix donne à sa cousine Ermengarde la viguerie de Queille, qui est la partie méridionale et montagneuse du futur diocèse de Mirepoix, et y adjoint le Quercorbès . Celui-ci est rattaché par les Trencavel à leur comté de Razès, dont il fait la bordure occidentale, et érigé en comarque pour faire face au comté de Foix et ses fractions de Mirepoix et d'Olmes.
Cependant le Quercorbès demeure un fief des Bellissen, seigneurs de Mirepoix, qui portent trois poissons avec trois étoiles en chef et prêtent donc hommage au comte pour une terre et au vicomte pour l'autre. En 1110, le monastère de Sainte Colombe est doté par le vicomte Bernard Trencavel. Simultanément, les Clunisiens obtiennent de l'évêque de Toulouse, Amelius, de le faire entrer dans leur ordre. Plus en aval, le monastère de Saint Benoît se trouve à mi chemin sur une route de montagne reliant Mirepoix à Rennes, capitale du Razès. Deux ans plus tard, le vicomte transfert son hommage du comte de Barcelone à celui de Toulouse. Prélude aux guerres baussenques, le Quercorbès change de suzerain. En 1167, le Quercorbès perd au profit du comté de Foix le Vindran, territoire septentrional situé autour de Caudeval qui viendra complété l'archiprêtré du Garnaguès.

### Le Quercorbès spolié (1210-1349)

D'or, au lion de sable, la queue fourchue, nouée et passée en sautoir, blason des seigneurs de Bruyères, maison à laquelle succéderont à partir de 1680 les marquis de Chalabre.

En 1210, durant la croisade des Albigeois, le Quercorbès est défendu par un vassal, Isarn de Fanjeaux, quand Thomas Pons de Bruyères-le-Châtel, un parent de Simon de Montfort, le conquiert à la tête de six mil hommes. Face à un tel nombre, les forteresses ont été désertées, sauf le château de Puivert, qui se rend au bout de seulement trois jours.
En 1223, Pierre Roger de Bellissen est tué au siège de Fanjeaux. Le Quercorbès tombe en vacance. Le comte de Foix Roger Bernard acquiert les droits sur le Quercorbès occupé en dédommageant Isarn. Il est repris en 1226 au cours d'une campagne par laquelle le vicomte Raymond Trencavel reconquiert Limoux alors que le comte de Toulouse a également repris les armes. Le vicomte le rend au comte Roger Bernard, qui en a acquis les droits, pour le payer de son appui. Le traité de Meaux signé, Pons devient officiellement seigneur de Quercorb deux ans tard. De là partira en 1244 l'assaut pour Montségur, dernière forteresse à la frontière la plus reculée du pays d'Olmes encore tenue par la résistance cathare.
En 1273, Jean de Bruyères, seigneur de Quercorb, épouse sa belle sœur, Eustachie de Lévis-Mirepoix. Le Quercorbès est agrandi de quelques terres de Mirepoix apportées en dot, dont Sonnac. En 1279, le 16 ou le 18 juin, le paysage du Quercorbès est bouleversé par la rupture du bord aval du lac occupant alors le plateau de Puivert. Mirepoix est dévasté. Sonnac est reconstruite sur la rive droite. La mémoire de cette catastrophe naturelle a été conservée dans une légende de la reine Blanche.
En 1295, Pamiers est érigé en un diocèse indépendant de celui de Toulouse, lequel reste le siège de l'archevêché. Les paroisses du Quercorbès sont rattachées au nouveau diocèse et sont regroupées en une juridiction propre. Une génération plus tard, en 1318, l'officialité du Quercuscorbes est transférée au diocèse de Mirepoix, lequel a été créé l'année précédente par scission de celui de Pamiers. En plus d'un tribunal ecclésiastique, le Quercorbès devient le siège d'un archiprêtré.
En 1319, le roi de France Philippe le Long exempte le Quercorbès, pour remercier son seigneur Thomas de Bruières de sa participation à la guerre de Flandre, d'impôts sur le sel.

### Le Quercorbès démantelé (1350-1790)
En 1350, Thomas de Bruières répartit le haut et le bas Kercorb entre ses deux fils, souches respectives de la maison de Puivert et de celle de Rivel. Durant la guerre de Cent Ans, le château de Puivert est la dernière forteresse face aux Anglais. En 1366, les consuls de Chalabre font protéger la ville par une enceinte. À la même époque, avant 1368, le seigneur de Puivert, représentant  de la branche aînée, meurt sans héritier mâle et le fief de Puivert passera par les femmes dans plusieurs maisons, dont les Voisins puis les Joyeuse.
Vers 1450, le seigneur de Rivel, Roger, issu de la branche cadette des Bruyères, transfert le siège de son fief à Chalabre. En 1495, le château de Puivert fait face à l'invasion de l'armée espagnole, qui s'oppose à la France engagée dans la première guerre d'Italie. Durant la Révolution, il est partiellement détruit.

## Coutume sous l'Ancien régime

### La «Terre privilégiée»
L'honneur qui s'est constitué peu avant l'an mil autour du château bientôt détruit de Kercorb, acquiert à la fin du XIIIe siècle un régime politique et juridique particulier. Son seigneur, Jean de Bruières, fils de Pons qui l'avait arraché par les armes à la propriété des Bellissen lors de la croisade des Albigeois, est alors favorisé par le roi de France Philippe le Bel, le « roi maudit », qui souhaite asseoir dans la région sa puissance militaire face à la Castille, au trône de laquelle prétend son neveu, et à l'Aragon, sur lequel lui-même peut, par sa mère, revendiquer des droits.
En 1283, Jean de Bruières est fait chambellan personnel du roi. Il reçoit une compagnie de cinquante hommes d'armes, dont la charge de capitaine lui revient de droit héréditaire, ainsi que le privilège de gouverneur, c'est-à-dire le droit exclusif de nommer lui-même aux fonctions militaires de son fief.
Le Kercorb est qualifié de terre privilégiée. Son seigneur use, abuse du titre de baron. Ses habitants, pour être astreints à un service militaire de nature à créer un sentiment d'unité quoiqu'il soit réduit la plupart du temps à une garde à effectuer aux châteaux de Puivert, Chalabre et Nebias, bénéficient d'un régime fiscal et administratif local favorable.
Toutefois, ce régime s'étend à la plus grande partie du Quercorbès mais pas à sa totalité. La « Terre privilégiée » recouvre les territoires de onze paroisses
,
- Canterate, qui se trouve aujourd'hui dans le département de l'Ariège,
- Chalabre, chef-lieu,
- Lescale, aujourd'hui dépendant de Puivert,
- Montjardin
- Nébias, qui relevait du diocèse d'Alet,
- Puivert,
- Rivel,
- Sainte Colombe,
- Saint-Jean-de-Paracol,
- Sonnac,
- Villefort.

### Exemptions fiscales
La gestion d'une garnison propre par le seul gouverneur militaire du Quercorbès amène celui-ci à fixer lui-même les taxes prélevées pour la guerre. La militarisation du territoire entraine une situation fiscale particulière. Un régime d'exemption fiscale est confirmé en 1319 par lettres patentes.
Jusqu'à la Révolution, la Terre privilégiée est exemptée des impôts de l'Église, impôts provinciaux et diocésains, aussi bien que des impôts royaux. Elle participe toutefois aux travaux d'équipement et d'entretiens de la voirie réalisés par le diocèse de Mirepoix. Elle verse en outre à celui-ci un « don gratuit ». L'ensemble est appelé « subvention de la Terre Privilégiée ».
Proposée par les consuls du Chalabrais, cette contribution était discutée et agréée par les États du Languedoc tous les douze ans. Elle était ensuite promulguée par lettres patentes du cabinet du Roi puis prélevée sous la forme d'une taxe sur le vin, les billots, et sur la viande de boucherie. Pour l'année 1787-1788, la  « subvention » versée par la Terre privilégiée est de 14 474 livres.
Ce régime fiscal est remis en cause dès avant la Révolution. En 1780, une capitation est fixée pour l'ensemble de la Terre Privilégiée à un septième de celle qui est prélevée sur le diocèse de Mirepoix. Elle concernera 1500 à 1600 personnes.

### Des institutions propres
Cette situation fiscale génère un particularisme qui se traduit par le fait que l'administration est exercée, jusqu'à la Révolution, par les seuls consuls locaux .
Les onze paroisses députaient chacune un consul à un Conseil qui siégeait à l'hôtel de ville de Chalabre. Le Conseil se choisissait un greffier, un receveur, chargé de la collecte de l'impôt, et un syndic. Celui-ci représentait le Conseil auprès des Trésoriers du Bureau des finances de Toulouse et de l'Intendant général de la Province.
Le receveur n'avait pas ses propres agents de collecte mais confiait l'administration fiscale par bail à une ferme. À partir de 1780, la capitation est répartie directement par les commissaires ordinaires du diocèse. Ils le font par évaluation individuelle de la qualité des propriétaires et des facultés des entreprises et commerces.